# Kooperationsraum
Als Kooperationsraum werden im Bundesland Nordrhein-Westfalen festgelegte Regionen bezeichnet, in die das Land verkehrstechnisch unterteilt ist.
In jedem Kooperationsraum sind die Städte und Kreise für die Organisation des öffentlichen Personennahverkehrs (ÖPNV) zuständig. Das betrifft die Streckennetze, Tarifsysteme und Fahrpläne aller Verkehrsträger des innerstädtischen und des Regionalverkehrs (Busse, Stadtbahnen, S-Bahnen und Regionalzüge). Ferner haben sich die Städte und Kreise für das Angebot auf der Schiene in jedem einzelnen Kooperationsraum zu einem Zweckverband zusammengeschlossen.

## Die Kooperationsräume
Folgende drei Kooperationsräume bestehen in Nordrhein-Westfalen derzeit:
- Kooperationsraum A: Verkehrsverbund Rhein-Ruhr (VRR)
- Kooperationsraum B: Zweckverband go.Rheinland (go.Rheinland)
- Kooperationsraum C: Zweckverband Nahverkehr Westfalen-Lippe (NWL)

## Situation bis 2007
Anfänglich bestanden in Nordrhein-Westfalen 9 Kooperationsräume. Diese waren:
- Kooperationsraum 1 (Rhein-Ruhr) Verkehrsverbund Rhein-Ruhr (VRR) → Zweckverband VRR
- Kooperationsraum 2 (Rhein-Sieg) Verkehrsverbund Rhein-Sieg (VRS) → Zweckverband VRS
- Kooperationsraum 3 (Aachen) Aachener Verkehrsverbund (AVV) → Zweckverband AVV
- Kooperationsraum 4 (Ruhr-Lippe) Verkehrsgemeinschaft Ruhr-Lippe (VRL) → Zweckverband SPNV Ruhr-Lippe (ZRL)
- Kooperationsraum 5 (Münsterland) Verkehrsgemeinschaft Münsterland (VGM) →  Zweckverband SPNV Münsterland (ZVM)
- Kooperationsraum 6 (Ostwestfalen-Lippe) OWL Verkehr GmbH (OWLV) „Netz TeutoOWL“ → Zweckverband SPNV Verkehrsverbund OstWestfalenLippe (VVOWL)
- Kooperationsraum 7 (Paderborn/Höxter) Nahverkehrsverbund Paderborn-Höxter (nph) → Verbundtarif „fahr mit“ →  Zweckverband NPH
- Kooperationsraum 8 (Westfalen-Süd) Verkehrsgemeinschaft Westfalen-Süd (VGWS) → Zweckverband Personennahverkehr Westfalen Süd (ZWS)
- Kooperationsraum 9 (Niederrhein), seit Januar 2008 / Januar 2012 Teil des Zweckverbandes VRR bzw. des VRR (vormals Nahverkehrs-Zweckverband Niederrhein NVN / Verkehrsgemeinschaft Niederrhein)

Aufgrund der Bestrebungen des Landes, die Anzahl der Kooperationsräume bzw. Verkehrsverbünde zu beschränken, haben sich 2008 zwei neue Dachverbände gebildet. Für die Räume 2 und 3 wurde der Zweckverband Nahverkehr Rheinland (NVR) eingerichtet, die Räume 4 bis 8 sind unter dem Zweckverband Nahverkehr Westfalen-Lippe zusammengeschlossen. Vorgesehen ist weiter der Zusammenschluss der Verkehrs- /Tarifverbünde in diesen Bereichen.